# الجماع (كتاب)
الجماع (بالإنجليزية: Intercourse)‏ كتاب صدر عام 1987، وهو من تأليف (أندريا دوركين)، حيث يقدم دوركين تحليلاً نسوي أصيل عن الجماع الجنسي في الأدب والمجتمع. يناقش ويجادل (دوركين) المعتقد بأن «كل ممارسة جنسية بين شخصين ينجذبان جنسيًا إلى أشخاص من الجنس الآخر ما هو إلا اغتصاب»، وذلك استنادًا على هذا الخط القائل بإن «الانتهاك يُعد مرادفًا للجماع». ومع ذلك، ينكر (دوركين) هذا التفسير تمامًا، قائلاً: «ما أعتقده أنه يجب ألا يضع الجنس المرأة في وضع تابع خاضع. يجب أن يكون الجنس متبادلاً وليس عملاً من أعمال العدوان من رجل يتطلع إلى إرضاء نفسه فقط. وهذه هي وجهة نظري».